# Křížová cesta (Rožmitál na Šumavě)
Křížová cesta v Rožmitále na Šumavě na Českokrumlovsku se nachází východně od obce na vrchu Jelínka.

## Historie
Křížová cesta vede ke kostelu Panny Marie Pomocné. Je tvořena čtrnácti kamennými kapličkami, které zčásti stojí, část je poražena a z některých jsou zachována jen torza.
Původní křížovou cestu nechal postavit v 18. století holandský voják, který se vracel z války o španělské dědictví v Chorvatsku a který si postavil dům na kopci u Michnice. Stávajících čtrnáct zastavení křížové cesty vytesaných z kamene nechal roku 1848 postavit majitel svobodného dvora v Michnici Johann Dopil. Křížová cesta byla opravena roku 1876 a dne 1. října 1876 znovu vysvěcena.

### Poutní místo
U studánky zvané Svatá studna, která původně měla mariánský obrázek, došlo roku 1614 k zázračnému uzdravení. V letech 1650–1653 zde byla založena kaple Panny Marie, k níž chodila procesí. Na místě kapličky byl v letech 1732–1733 postaven barokní kostel na centrálním polygonálním půdorysu s kopulí a lucernou, nad níž byla cibulovitá báň. Uvnitř byl zavěšen obraz Panny Marie Pomocné z roku 1755. Kostel míval od roku 1752 varhany od Semráda ze Sedlce.
Ještě v 50. letech 20. století byl kostel v pořádku včetně oltáře i varhan. Později byly varhany rozebírány a roku 1959 zničeny, rozebrán byl i další inventář. V polovině 70. let byla celá stavba technicky zaměřena českobudějovickou geodézií. Střecha kostela se propadla na konci 80. let 20. století.
Součástí poutního místa je také Boží hrob, kaple svaté Anny a kaple svatého Jana Nepomuckého, nazývaná Janova kaple (Johanneskapelle). Všechny stavby v poutním areálu byly zakresleny již na mapě Stabilního katastru z roku 1826, opravovány byly v letech 1852 a 1933. Z menších kaplí jsou dochována pouze obvodová zdiva.
Dne 28. prosince 2010 zamítlo Ministerstvo kultury ČR žádost o prohlášení kostela a křížové cesty památkou se zdůvodněním špatného stavu stavby. Roku 2012 bylo obcí rozhodnuto o opravě poutního místa. Nalezený výkres ze 70. let pomohl při vypracování projektu opravy. V létě 2013 byly vykáceny stromy rostoucí v blízkém okolí kostela a opravena příjezdová cesta z obce. Obnovu zastřešení kostela zorganizovala obec Rožmitál na Šumavě roku 2014.